# About (métal)
Pour les articles homonymes, voir About.
 (novembre 2023).
Si vous disposez d'ouvrages ou d'articles de référence ou si vous connaissez des sites web de qualité traitant du thème abordé ici, merci de compléter l'article en donnant les références utiles à sa vérifiabilité et en les liant à la section « Notes et références ».
En construction métallique, un about désigne le bout par lequel une tringle, un câble ou un tirant métallique se fixe à une autre pièce. 

## Pont suspendu

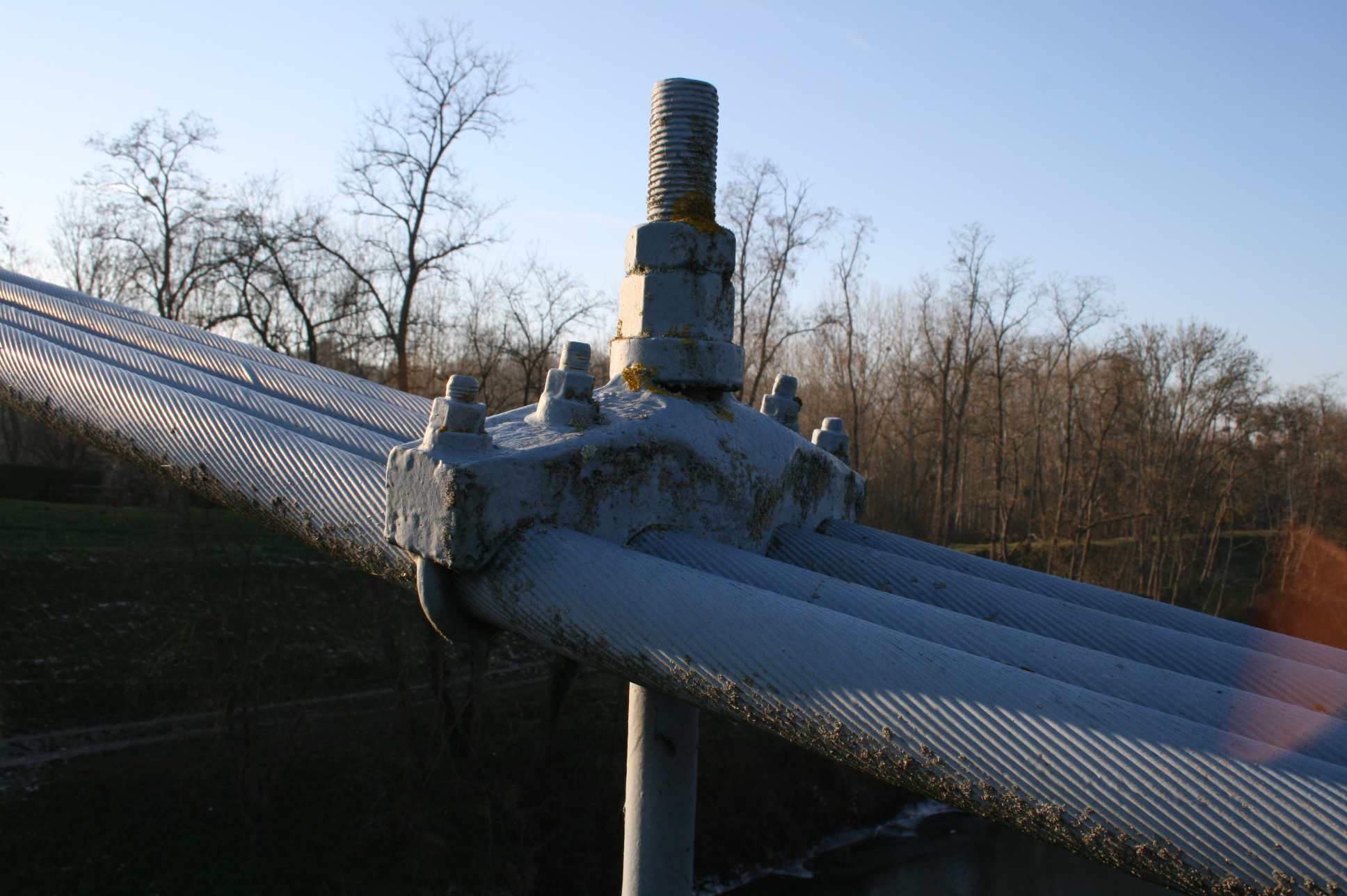
Chevalet de suspension raccordant l'about de la suspente au câble porteur (vue de dessus)

Dans un pont suspendu, l'about de câble peut être fixé à un chevalet de suspension, ou balancier, ou à un culot.